# 19861 Auster
19861 Auster è un asteroide della fascia principale. Scoperto nel 2000, presenta un'orbita caratterizzata da un semiasse maggiore pari a 2,7838737 UA e da un'eccentricità di 0,1386022, inclinata di 7,90562° rispetto all'eclittica.